# Ebbw Vale Association Football Club
L'Ebbw Vale Association Football Club est un ancien club gallois de football basé à Ebbw Vale, fondé en 1888, et disparu en 1998.

## Palmarès
- Coupe du pays de Galles (1)
  - Vainqueur : 1926

- Coupe de la Ligue du pays de Galles
  - Finaliste : 1996